# Chiesa dei Santi Giuseppe e Anna (Cuasso al Monte)
La chiesa dei Santi Giuseppe e Anna è la parrocchiale di Cavagnano, frazione di Cuasso al Monte, in provincia di Varese ed arcidiocesi di Milano; fa parte del decanato della Valceresio.

## Storia
Nella posizione in cui ora è sita la chiesa giaceva un antico oratorio con campanile dedicato a San Giuseppe, eretto intorno al 1670 ed abbattuto nel 1887. All'epoca la frazione disponeva solo di quello e della piccola chiesa di San Michele, al giorno d'oggi dimenticata, abbandonata e molto deteriorata. 
I lavori iniziarono nella primavera di quell'anno, e durarono all'incirca quattro anni. La costruzione fu portata avanti per gran parte dalle donne del paese, a causa dell'emigrazione, in cerca di lavoro, dei mariti. La costruzione della chiesa parrocchiale necessitò di un lungo processo burocratico, anche a causa di problemi logistici e finanziari. I lavori furono in parte finanziati da Francesco Balbi, che fu anche l'architetto. A lui è dedicata una via del paese.
La costruzione terminò a cavallo tra il 1890 ed il 1891. La chiesa fu consacrata il 21 ottobre 1912 dal cardinale Andrea Ferrari.
Subì lavori di ampliamento notevoli tra il 1940 ed il 1950 sotto la guida di don Giuseppe Albizzati, e nel 1949 fu posato in opera un organo realizzato dalla bottega Pini-Della Vedova di Bisuschio. Seguirono i lavori per il rifacimento del tetto.
La chiesa è tra le più recenti del comune di Cuasso al Monte.

### Parrocchia di Cavagnano
La nascita della parrocchia di Cavagnano risale al 10 marzo 1903, quando il paese venne distaccato da quella di Cuasso al Monte. La parrocchia viene riconosciuta con Decreto Reale come autonoma nel 1904. Il titolare è San Giuseppe; la contitolare è Sant'Anna.
Nel 2003, in occasione del centenario di fondazione, all'interno vengono affisse due tavole su cui è incisa parte della storia della chiesa, dalla costruzione alla consacrazione. Vi è inoltre una tavola con incisi i nomi dei parroci, dal primo nel 1903 a quello attuale: sac. Luigi Scampini (1890-1903), sac. Giovanni Ravasio (1903-1938), sac. Giuseppe Albizzati (1938-1958), sac. Angelo Bertoni (1958-2004), sac. Nicolò Vittorio Casoni (2011-2021), sac. Francesco Gemolo Bonatti (2021-2023, ora vicario parrocchiale), sac. Marco Usuelli (2023-...).
Alla parrocchia di Cavagnano sono sottoposte la chiesa parrocchiale e la chiesa (o cappella) di San Michele. La parrocchia possedeva anche il convento e la relativa chiesa nel Deserto di Cuasso, che vennero però sottratti dalla gestione cavagnanese nel luglio del 1942 e dati in mano a delegazione arcivescovile dal cardinale Ildefondo Schuster, che vi stabilì un cappellano.

#### Curiosità
Si ritiene che la banda musicale del paese, il Corpo Bandistico San Giuseppe, originatasi a Cavagnano nel 1903, sia stata fondata in concomitanza all'erezione della parrocchia del paese, e che esso ne accompagnasse le processioni e le festività.

## Costruzione

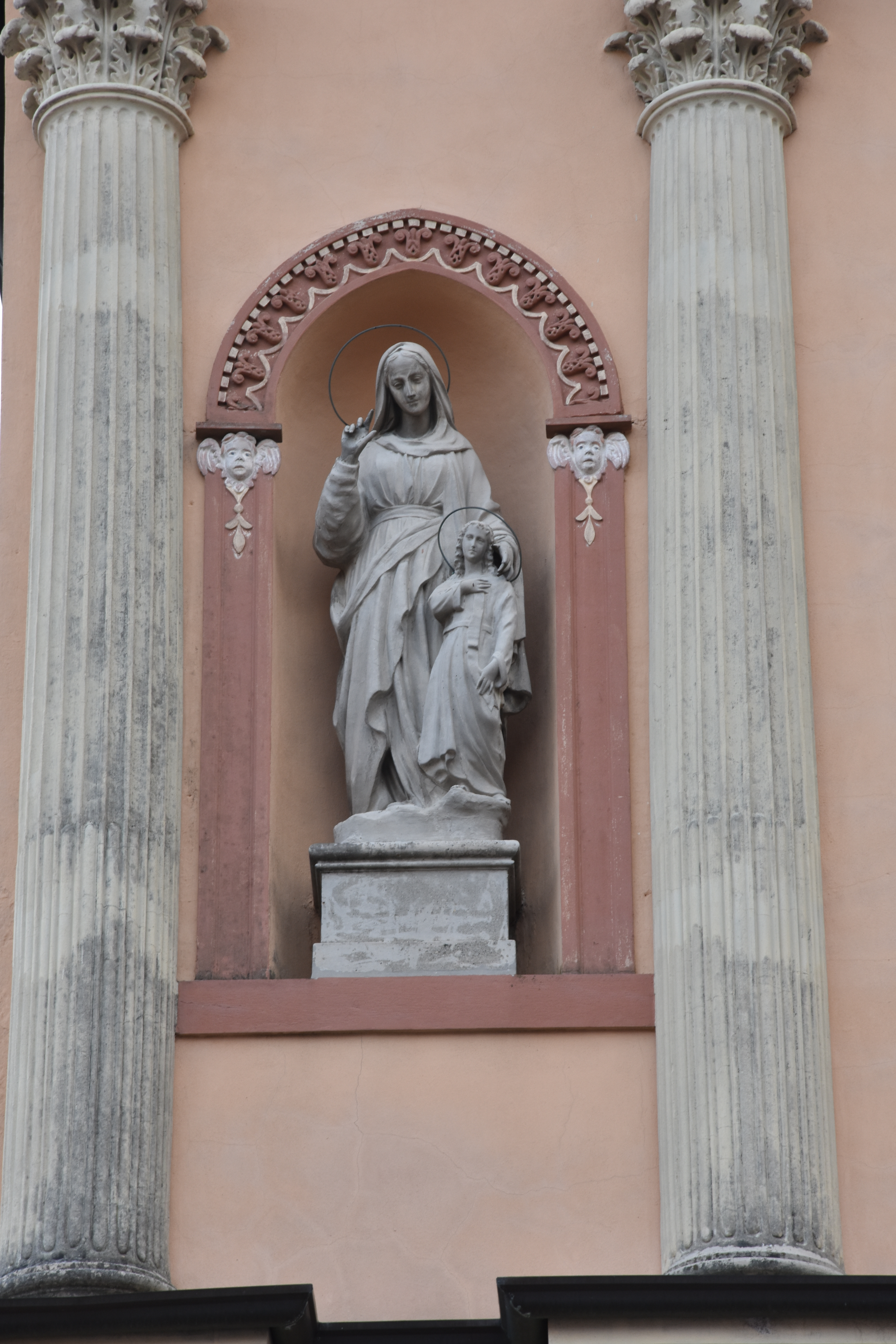
La statua di Sant'Anna

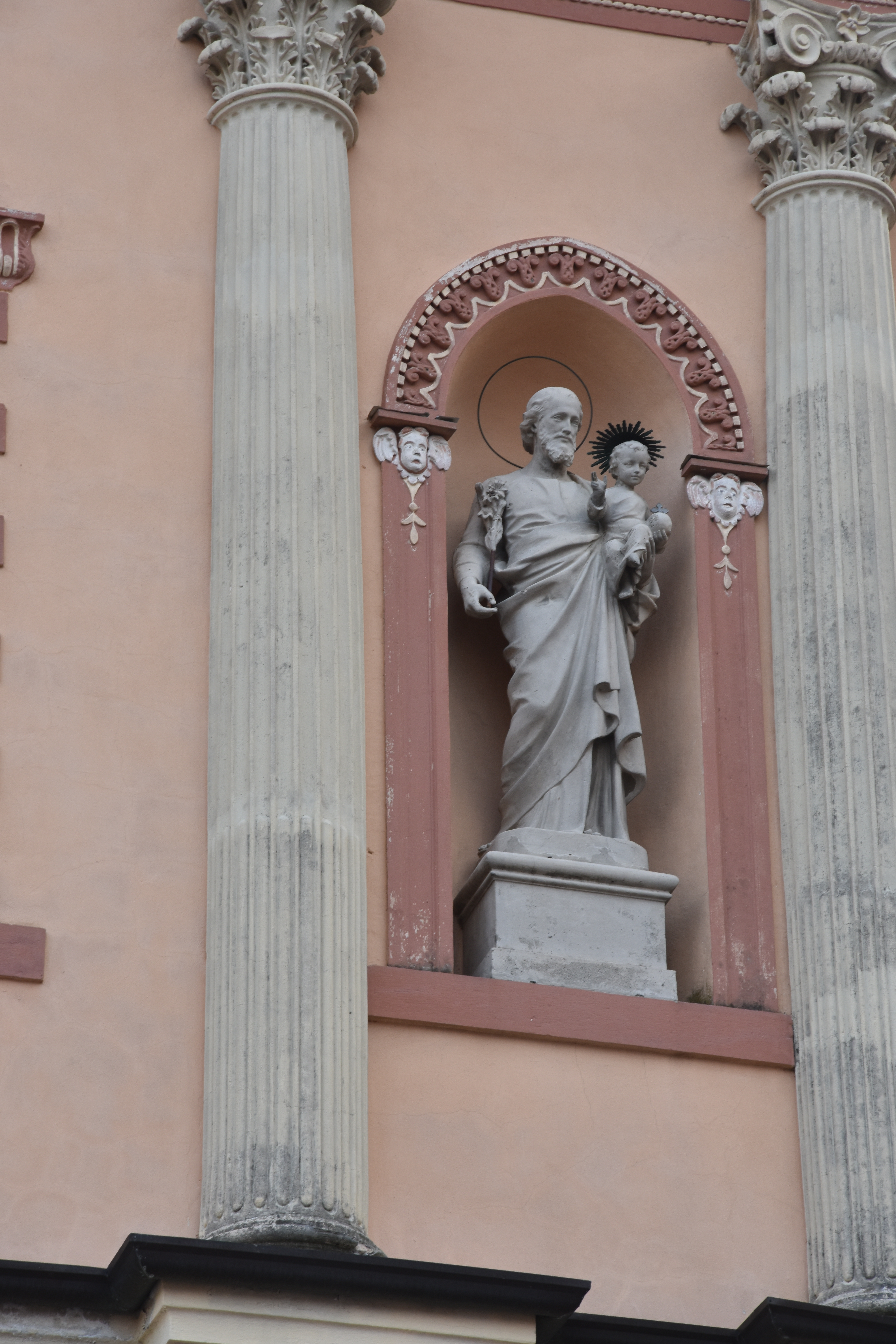
La statua di San Giuseppe

### Pianta
La chiesa è caratterizzata da una pianta lineare e a navata unica rettangolare con terminazione rettilinea. Sono presenti tre cappelle laterali con Altari e le statue lignee dei relativi Santi. Alla sinistra del portale d'ingresso vi è il fonte battesimale, affrescato. Gli interni sono molto sfarzosi e colorati.

### Presbiterio
Il Presbiterio presenta l'Altare preconciliare (affiancato però da un altro sul quale avvengono le celebrazioni versus populum), sul quale giacciono 6 candelabri ed il Tabernacolo dorato. L'Altare post-conciliare è arricchito da una rappresentazione di un giglio in ferro, simbolo storico e culturale della frazione di Cavagnano, dove la chiesa e la parrocchia risiedono. Il Presbiterio è stato definito da alcuni come 'controverso' e 'blasfemo' a causa della rappresentazione di Dio sopra l'Altare. Alla sua sinistra vi è la sacrestia; al suo interno vi è una scala che conduce al sovrastante locale, dal quale si vede l'Altare dall'alto. Alla sua sinistra, la cantoria con l'organo a canne. 

#### Organo a canne
L'organo è dotato di cinquecento canne di metallo, zinco, stagno e cinquanta canne in legno. È situato alla sinistra dell'Altare.

### Facciata
La facciata della chiesa fu terminata nel 1912 ed è caratterizzata da numerosi elementi in cotto, stucchi e laterizi. E' scandita da due ordini di lesene sporgenti ed il portale, architravato, si trova tra le due coppie. La parte superiore della facciata presenta altre due coppie di lesene, terminanti in capitelli corinzi. Al centro, una bifora con colonna centrale, con sui due lati due statue, una di Sant'Anna con Maria da bambina e l'altra di San Giuseppe con il Bambin Gesù. In cima è raffigurato l'Occhio di Dio raggiante.

### Campanile
Il campanile si eleva sulla parte destra della chiesa. In cima culmina con un tetto appuntito; originariamente era invece ricurvo. Le sue campane furono benedette il 17 dicembre 1907 dopo essere state trainate dai buoi lungo la nevosa e tortuosa strada. Ospita un concerto di cinque campane in sistema ambrosiano; di seguito la loro dedicazione ed il loro peso.
| Campana       | Dedicazione                        | Peso     |
| 1 (campanone) | Sacro Cuore di Gesù                | 430,7 kg |
| 2             | Madonna della Cintura              | 299,0 kg |
| 3             | San Giuseppe                       | 220,0 kg |
| 4             | San Michele e Angeli               | 179,0 kg |
| 5             | San Luigi, Sant'Agnese e San Carlo | 128,5 kg |